# نسکوئیک
نسکوئیک (انگلیسی: Nesquik) یک برند محصولات غذایی است که توسط شرکت سوئیسی نستله تولید می‌شود. نستله در سال ۱۹۴۸ خط تولید یک نوشیدنی ترکیبی برای شیر با طعم شکلات به نام نستله کویک را در ایالات متحده بنیان گذاشت. این محصول در طول دهه ۱۹۵۰ در اروپا با نام نسکوئیک عرضه شد.
از سال ۱۹۹۹ این برند در سراسر جهان به نام نسکوئیک شناخته می‌شود. امروزه نام نسکوئیک روی طیف وسیعی از محصولات، از جمله غلات صبحانه، مخلوط پودری برای شیر طعم‌دار، شربت، محصولات آماده نوشیدن، آب نبات‌ها، فوندو و مخلوط شکلات داغ نیز دیده می‌شود.